# Sidi Boumoussa
Sidi Boumoussa (en àrab سيدي أبو موسى, Sīdī Abū Mūsà; en amazic ⵙⵉⴷⵉ ⴱⵓⵎⵓⵙⴰ) és una comuna rural de la província de Taroudant, a la regió de Souss-Massa, al Marroc. Segons el cens de 2014 tenia una població total de 16.894 persones.